# Biermösl Blosn
Die Biermösl Blosn war eine bayerische Musik- und Kabarettgruppe, die 1976 von den Brüdern Hans (* 1953), Christoph (* 1959) und Michael Well (* 1958) gegründet wurde. Das Biermösel (hochdeutsch: Beerenmoos) ist ein Teil des Haspelmoors im Landkreis Fürstenfeldbruck. Blosn (Blase) ist ein bairischer Begriff für Clique, Gruppe.
Die Gruppe verband bayerische Volksmusik und Mundart mit politischen und satirischen Texten und kann daher zum Bereich der sogenannten Neuen Volksmusik gerechnet werden. Am 18. Januar 2012 gab die Gruppe ihr letztes Konzert in Fürth. Gemeinsame Auftritte und Veröffentlichungen danach erfolgten unter der Bezeichnung Wellbrüder aus’m Biermoos.

## Bandgeschichte
Die drei Mitglieder der Biermösl Blosn entstammen der 17-köpfigen Familie des Schulmeisters Hermann Well (1913–1996) und seiner Frau Gertraud (geborene Effinger, 1919–2015) aus dem Dorf Günzlhofen bei Fürstenfeldbruck.
- Christoph Well (genannt Stofferl, * 3. Dezember 1959 in Günzlhofen) studierte Trompete und war Solotrompeter bei den Münchner Philharmonikern und später Konzertharfenist.
- Michael Well (* 10. Oktober 1958 in Günzlhofen) studierte Sozialkunde und war für die Organisation der Gruppe zuständig.[5]
- Hans Well (* 1. Mai 1953 in Willprechtszell), der Germanistik und Geschichte studierte, war für die Texte der Gruppe verantwortlich.

Großes Vorbild der drei Brüder ist der Kraudn Sepp (1896–1977) aus dem Isarwinkel. Sie begannen 1976 mit Volksmusikauftritten, wie sie sie schon zuvor unter Anleitung ihres Vaters absolviert hatten. Sie arbeiteten häufig mit Gerhard Polt zusammen und traten gelegentlich in der ARD-Sendung Scheibenwischer auf. Drei ihrer Schwestern – Moni, Vroni und Burgi – gründeten nach deren Vorbild 1986 die bayerische Volksmusik- und Kabarett-Gruppe Die Wellküren. Ein weiteres Musikprojekt aus dem Kreis der Well-Familie war die Formation Well-Buam, die sich die Wiederbelebung der authentischen bayerischen Volks(tanz)musik zur Aufgabe gemacht hat und bei der Christoph und Michael Well mitwirkten.
Die Musik der Biermösl Blosn zeichnet sich u. a. durch die zum Teil ironische Integration anderer Musikstile wie etwa der keltischen Folklore, ungewöhnliche Instrumentierungen wie Dudelsack, Alphorn, Harfe oder Didgeridoo, aber vor allem durch bissige satirisch-politische bzw. gesellschaftskritische Texte aus (beispielsweise bedachten sie Kardinal Josef Ratzinger mit dem Spitznamen Alpen-Ayatollah), die häufig auf traditionellen bayerischen Reim- und Gesangsstilen (Gstanzl) beruhen und im Dialekt vorgetragen werden.
Bekanntheit erlangte die Gruppe 1979 nach der Silvester-Sendung „Scherz, Satire und Kleinkunst“ des Bayerischen Rundfunks, als ihr Lied „Gott mit dir, du Land der BayWa“ unmittelbar vor der Neujahrsansprache des damaligen bayerischen Ministerpräsidenten Franz Josef Strauß ausgestrahlt wurde. Nach dieser Episode kam die Biermösl Blosn im Bayerischen Rundfunk die nächsten fünfzehn Jahre nicht mehr vor. Die Gruppe wurde bundesweit bekannt, als sie 1981 – „versehentlich“ zum traditionellen Maibockanstich im Münchner Hofbräuhaus eingeladen – die Regierungspartei CSU in Zusammenhang mit der Massenverhaftung von Nürnberg (im Kulturzentrum) vor den versammelten Ministern und Landtagsabgeordneten scharf kritisierte und so einen politischen Eklat verursachte. Das dort gesungene Nürnberglied endet mit der an die damaligen Innen- und Justizminister Tandler und Hillermeier gerichteten Zeile „Wer zerst zuaschlogt und dann erst frogt, der duat gor nia koa Guat, / und drum, es 2 Minister, saufts aus und nemmts an Huat.“
1981 erhielt die Gruppe in Mainz den Förderpreis zum Deutschen Kleinkunstpreis. In Bayern dagegen wurden ihr 1985 und 1996 trotz eindeutiger Nominierungen durch die jeweilige Jury entsprechende Auszeichnungen verweigert.
1997 folgte der Sonderpreis Reif & Bekloppt des Prix Pantheon, 1999 der Bayerische Kabarettpreis in der Kategorie Musik-Kabarett.
Mit den Mitgliedern der Band Die Toten Hosen sind die Well-Brüder seit der gemeinsamen Teilnahme am Anti-WAAhnsinns-Festival freundschaftlich verbunden. 1990 wirkten sie zusammen mit Gerhard Polt an dem Erfolgsalbum Auf dem Kreuzzug ins Glück der Toten Hosen mit.
Der 1999 bayernweit ausgetragene Streit um die Errichtung einer Filiale des McDonald’s-Konzerns an der Autobahn-Raststätte auf dem landschaftlich reizvollen oberbayerischen Irschenberg inspirierte die Gruppe zum Lied vom Irschenberg. Im Jahr 2001 verursachte ein Lied der Gruppe einen weiteren Skandal. Das „BayWa-Lied“, eine satirische Verballhornung der Bayernhymne und der Firma BayWa (Text: „Gott mit Dir, du Land der BayWa …“), wurde von einem Schulbuchverlag in ein Liederbuch für Hauptschüler der achten Klassen gesetzt. Die bereits gedruckten Bücher wurden auf Anweisung des Kultusministeriums sogleich wieder eingestampft.
Der Bayerische Rundfunk begegnete dem politischen Engagement der Musiker – etwa gegen die Wiederaufarbeitungsanlage in Wackersdorf – mit einem zeitweiligen Sendeboykott. In der Zwischenzeit hat sich das politische Klima im Bayerischen Rundfunk jedoch etwas gewandelt, und so widmete der Sender 2004 der Gruppe eine eigene 45-minütige TV-Sendung innerhalb der Reihe Alpenrock.
Im Jahr 2005 wurde der Gruppe beim Tanz- und Folkfest TFF.Rudolstadt der Weltmusik-Preis Ruth verliehen. Zum Abschluss des Jahres tourten sie mit den Toten Hosen und mit Gerhard Polt durch verschiedene Theater und Opernhäuser und spielten unter der Regie von Hanns Christian Müller das Programm Abvent (sic). 2007 erhielten sie zusammen mit Gerhard Polt in München den Großen Karl-Valentin-Preis und 2008 wurden sie mit dem Göttinger Elch ausgezeichnet.
Am 18. Januar 2012 fand ihr letzter Auftritt statt. Die Gruppe löste sich danach auf. Hans Well nannte als Grund für die Trennung Meinungsverschiedenheiten über die künftige Ausrichtung. Zudem gebe es Schwierigkeiten, mit Liedern auf die veränderten politischen Rahmenbedingungen zu reagieren wie etwa den Atomausstieg, und die CSU sei auch nicht mehr „das, was sie einmal war“. Er dachte mit dem Kabarettisten Dieter Hildebrandt über gemeinsame Auftritte nach.

## Nach der Auflösung

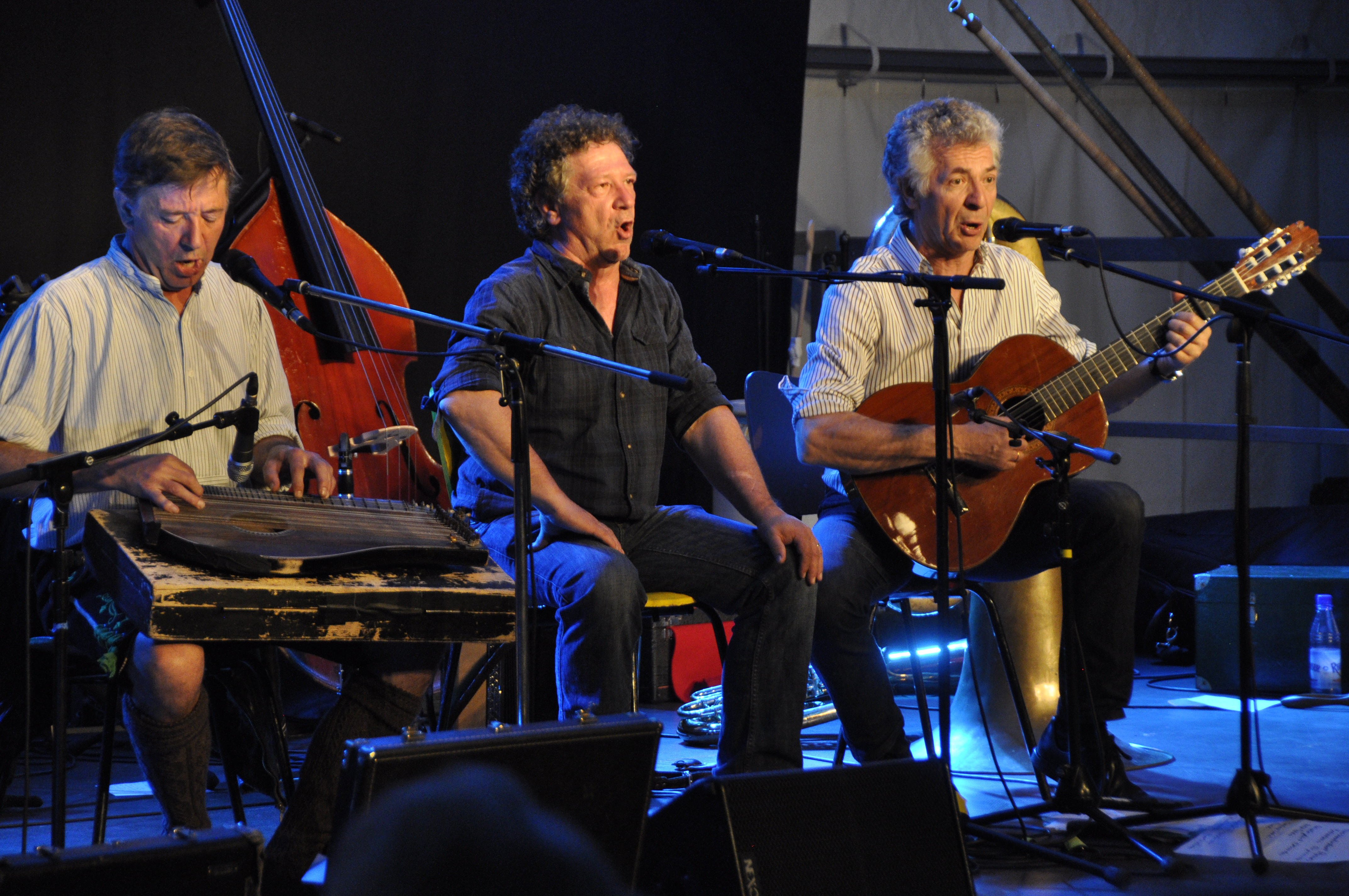
Wellbrüder aus’m Biermoos 2014 beim Liederfest auf der Burg Waldeck

Christoph und Michael Well starteten im Februar 2012 in den Münchner Kammerspielen mit dem „Hausmusikabend“ Fein sein, beinander bleibn  unter Franz Wittenbrinks Regie, zusammen mit ihren Schwestern, der Gruppe Wellküren, dem Bruder Karl, der Mutter, sowie (in einem Kurzauftritt) Gerhard Polt. In den Spielzeiten 2015/16 gastierten die Brüder Well mit Gerhard Polt in dessen „Schauspiel“ Ekzem Homo  (eine Verballhornung des Ausspruchs Ecce homo) wieder bei den Münchner Kammerspielen.
Hans Well veröffentlichte die Biographie 35 Jahre Biermösl Blosn am 9. April 2013 im Verlag Antje Kunstmann. Eine Biographie der Biermösl Blosn aus Sicht von Christoph und Michael Well unter dem Titel Biermösl Blosn: Tokio – Kapstadt – Hausen erschien beim Verlag Kein & Aber ebenfalls im April 2013.
Christoph, Michael und Karl Well treten seit 2013, zum Teil gemeinsam mit Gerhard Polt, unter der Bezeichnung Wellbrüder aus’m Biermoos – bzw. Gerhard Polt & die Wellbrüder aus’m Biermoos – auf.
Der älteste Bruder Hans tritt zusammen mit seinen Kindern Sarah, Tabea und Jonas Well seit August 2012 als Hans Well & Wellbappn auf. 2015 wurde ihnen der Publikumspreis „Unterföhringer Mohr“ zugesprochen.

## Rezeption
Die Journalistin Annette Ramelsberger bezeichnete 2011 in der Süddeutschen Zeitung das Werk der Biermösl Blosn als „Stachel im Fleisch der Obrigkeit, die anarchische Seele des Volkes“ sowie als musikalische Rückgängigmachung der „Enteignung des Begriffs Heimat durch die CSU Schritt für Schritt, Lied für Lied“. Sie habe „das Zerrbild des Jodel-Bayern ersetzt durch messerscharfen Witz und intelligente Boshaftigkeit“, was ein großes Verdienst der Gruppe sei. Da die alten Feindbilder nunmehr „zerbröselt“ seien, sei es nur „folgerichtig, dass sich die Biermösl Blosn trennt“, da sie „gewonnen“ habe. Sie habe „gegen Wackersdorf gespielt, gegen die Unverantwortlichen bei der Bayerischen Landesbank und gegen die Verantwortlichen in der Regierung“ und sei „jahrelang wirksamste Opposition“ gewesen. Sie habe „mitgeholfen, das Land zu verändern.“ Nun sei sie in Bayern nicht mehr „kratziger Außenseiter, sondern gehätscheltes Kulturgut“ und würde von „allen geliebt“ sowie „kein Aufreger mehr“. Man könne daher auch sagen „Mission erfüllt.“
Die Warsteiner Brauerei reagierte 2003 zunächst humorlos auf ein ironisches Gstanzl der Biermösl Blosn über ihr Bier. Am Ende einer öffentlich vorgetragenen Korrespondenz mit ebenfalls veralbernden Textalternativen lenkte die Brauerei mit Sitz in Nordrhein-Westfalen schließlich mit einer Einladung an die Kabarettgruppe ein, sich bei ihr vor Ort von der Qualität des Bieres zu überzeugen.

## Werk

### Diskografie
- 1980: Ex voto
- 1982: Grüß Gott, mein Bayernland – CD
- 1985: Tschüß Bayernland – CD
- 1987: Freibank Bayern (mit Gerhard Polt) – CD (neu: 2007)
- 1991: Jodelhorrormonstershow – CD
- 1993: Sepp, Depp, Hennadreck (Kinderlieder mit den Kindern von Christoph und Michael und zwei anderen Kindern)
- 1994: Wo samma (mit den Toten Hosen) – CD
- 1996: Klampfn Toni (mit Attwenger, Fredl Fesl, Georg Ringsgwandl, Hans Söllner und anderen)
- 1998: Wellcome to Bavaria – CD
- 1998: Grüaß di Gott Christkindl (Krippenspiel von Hermann Well, bearbeitet von Hans mit allen acht Kindern der Biermösl Blosn und drei weiteren Kindern der Familie Well)
- 2001: Erfolg (Hörbuch mit Jörg Hube nach dem gleichnamigen Roman von Lion Feuchtwanger)
- 2001: Zing Zang Zing – Sepp, Depp, Hennadreck II (Kinderlieder mit allen acht Kindern der Biermösl Blosn)
- 2002: Räuber & Gendarm – CD
- 2002: Der unbekannte Valentin (mit Gerhard Polt und Gisela Schneeberger)
- 2003: Unterbayern (live) – CD
- 2006: Auftanz (bairische und internationale Volkstänze, von Michael und Stopherl mit Kindern und Gästen)
- 2006: Bayern Open – DVD  (mit Gerhard Polt)
- 2006: Tschurangrati – DVD  (mit Gerhard Polt)
- 2006: Obatzt is/Crème Bavaroise – DVD  (mit Gerhard Polt)
- 2007: Stoibers Vermächtnis (mit Gert Heidenreich, Gerhard Polt und Jörg Hube)
- 2007: Rundumadum (Internationale Kinderlieder mit Hans, seinen drei Kindern und Gästen)
- 2008: Offener Vollzug – DVD  (mit Gerhard Polt)
- 2009: Jubiläum – Doppel-CD (mit Gerhard Polt zum 30-jährigen Bühnenjubiläum)
- 2010: Fröhliche Frohheit – CD und DVD (Gerhard Polt und die Well-Familie)
- 2011: Respekt! 30 Jahre Gerhard Polt & Biermösl Blosn – DVD (enthält als Bonus den Film Die Heimatpfleger)
- 2020: Gerhard Polt und die Well-Brüder 40 Jahre –  CD und Vinyl, JKP

### Liederbücher
- Biermösl Blosn: Das Liederbuch. Haffmans, Zürich 1994, ISBN 3-251-00149-3.
- Biermösl Blosn: Grüß Gott, mein Bayernland. Das zweite Liederbuch. Haffmans, Zürich 1994.
- Biermösl Blosn: Grüß Gott, mein Bayernland. Econ & List, München 1999, ISBN 3-612-26613-6.
- Christoph Well, Hans Well, Reinhard Michl: Sepp, Depp, Hennadreck. Hieber, München, ISBN 978-3-938223-14-7.
- Christoph Well, Michael Well, Hans Well, Reinhard Michl: Zing Zang Zing. Hieber, München, ISBN 978-3-938223-27-7.
- Christoph Well, Michael Well, Hans Well, Reinhard Michl: Grüaß di Gott Christkindl. Hieber, München 1998, ISBN 978-3-938223-21-5.
- Hans Well: Rundumadum. Bilder von Hans Traxler und ein Vorwort von Gerhard Polt. Kein & Aber, Zürich 2007, ISBN 978-3-0369-5509-4.
- Biermösl Blosn: Welcome to Bavaria. Ein Liederbuch für die Hosentasche. Kein & Aber, Zürich 2011, ISBN 978-3-0369-5621-3.

### Bühnenproduktionen
- 1984: München leuchtet, Münchner Kammerspiele
- 1988: Diridari, Münchner Kammerspiele
- 1993: Tschurangrati, Münchner Kammerspiele
- 1996: Bayern Open, Münchner Kammerspiele
- 2002: Crème Bavaroise – Obatzt is, Bayerisches Staatsschauspiel
- 2005: Abvent. Regisseur: Hanns Christian Müller; Musik und Kabarett, Tour zusammen mit Gerhard Polt und Die Toten Hosen durch verschiedene Theater und Opernhäuser.
- 2006: Offener Vollzug – ein Staatsschauspiel, Bayerisches Staatsschauspiel

### Filme
- 1986: WAAhnsinn – Der Wackersdorf-Film.
- 1997: Dada-mpf-dada! Wie die bayerische Biermösl Blosn Politikern den Marsch bläst, Dokumentation von Wolfgang Landgraeber, 45 min., Erstsendung ARD 6. Februar 1997[26]
- 2007:  Plattln in Umtata – Mit der Biermösl Blosn in Afrika. Dokumentarfilm, Musikfilm, Deutschland, 2007, 90 Min., Buch und Regie: Peter Heller, Produktion: filmkraft, BR und WDR, Kinostart: 23. November 2010, Inhaltsangabe (Memento vom 1. Dezember 2014 im Internet Archive) vom BR.
- 2010: 30 Jahre Gerhard Polt und die Biermösl Blosn. Die Heimatpfleger. Dokumentarfilm,  Musikfilm, Deutschland, 2010, 58:40 Min., Realisation: Frederick Baker, Produktion: Moviepool, megaherz, Bayerischer Rundfunk, Erstsendung: 29. Dezember 2010 beim Bayerischen Fernsehen, Inhaltsangabe (Memento vom 2. Januar 2015 im Internet Archive) vom BR.

## Dokumentationen
Zeitzeugeninterviews mit Michael Well (Haus der Bayerischen Geschichte 2016)
- Kindheit in der Großfamilie; musikalische Prägung durch den Vater; erste Bühnenerfahrungen[27]
- Gründungsgeschichte und Anfänge der Biermösl Blosn 1976 in München[28]
- politische Lage in Bayern in den 1980er-Jahren; Aufgreifen politischer Themen in den Texten der "Biermösl Blosn"[29]
- Auftritte der Biermösl Blosn im Rahmen des Protests gegen den Bau der Wiederaufarbeitungsanlage Wackersdorf[30]
- thematische Schwerpunkte in den Texten der Biermösl Blosn[31]

## Auszeichnungen

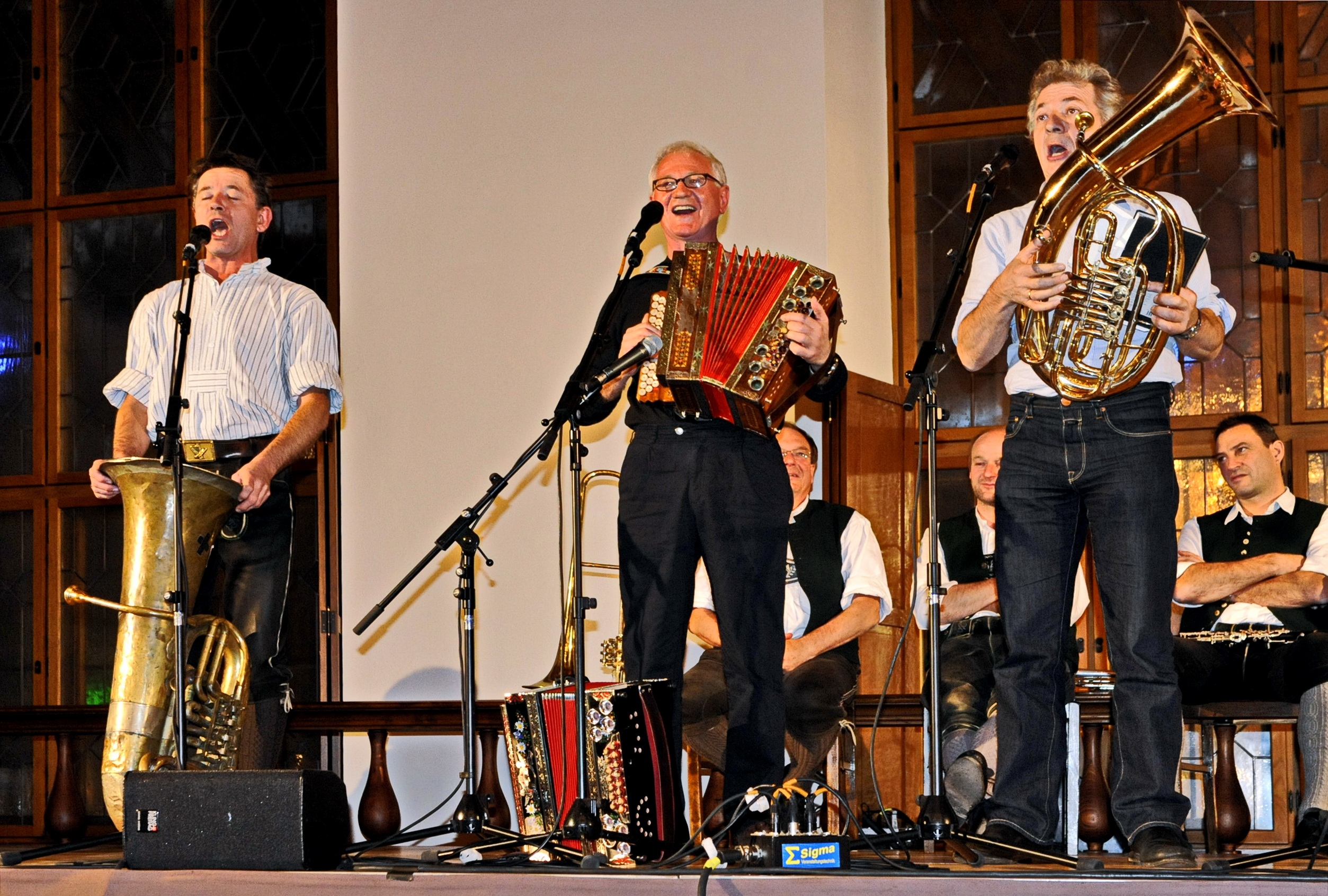
Biermösl Blosn beim Bayerischen Poetentaler, 2008

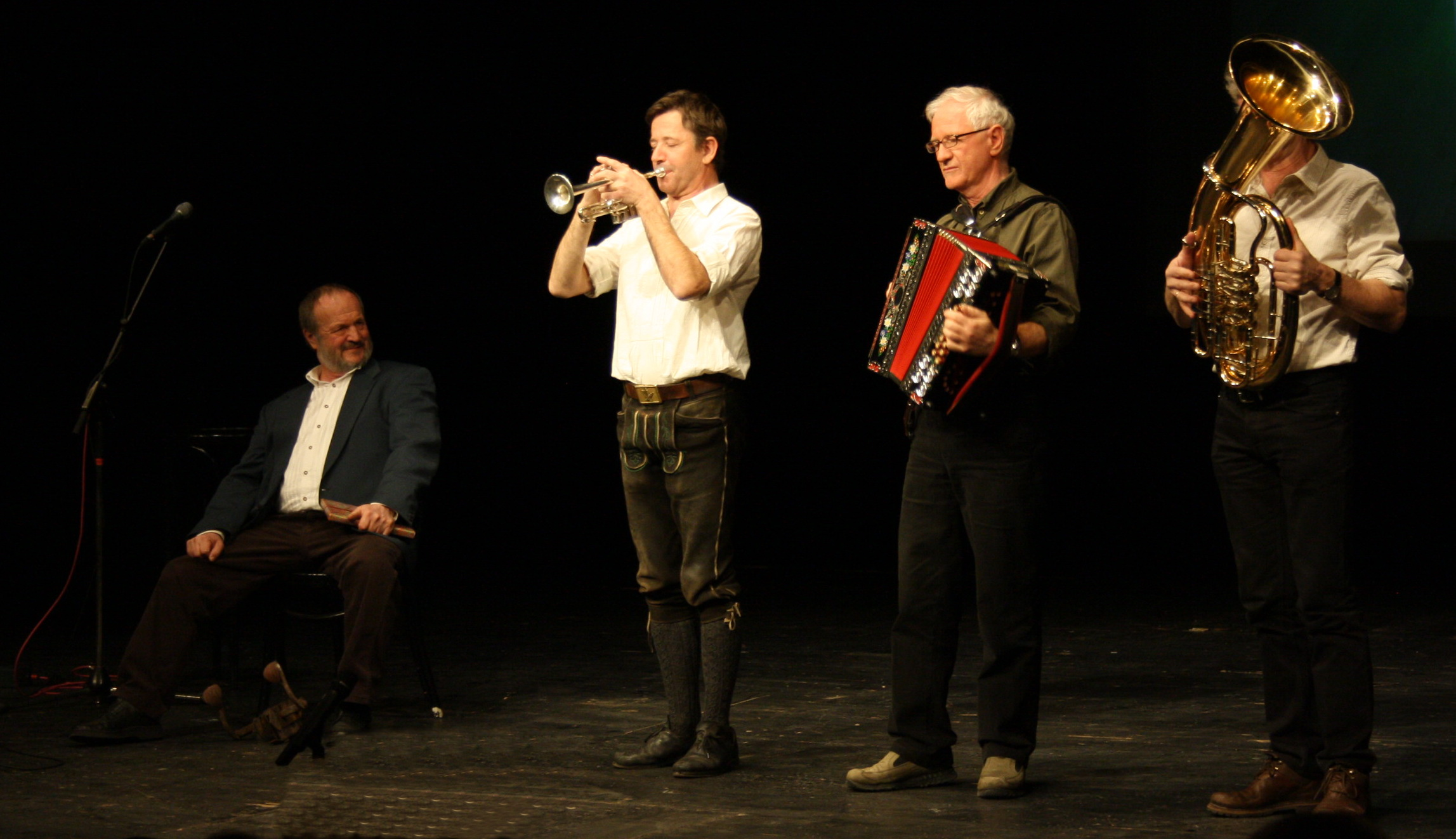
Die Biermösl Blosn 2010 bei der Weitergabe des Großen Karl-Valentin-Preises an Fredl Fesl

- 1981: Deutscher Kleinkunstpreis, Förderpreis
- 1984: Ludwig-Thoma-Medaille der Stadt München
- 1985: Ernst-Hoferichter-Preis
- 1995: Ybbser Spaßvogel
- 1997: Prix Pantheon, Sonderpreis „Reif und bekloppt“
- 1999: Bayerischer Kabarettpreis, Kabarett-Musikpreis
- 2000: Wilhelm-Hoegner-Preis, gemeinsam mit Jörg Hube
- 2003: „Goldene BierIdee“ des Bayerischen Brauerbundes und des Bayerischen Hotel- und Gaststättenverbandes[32]
- 2005: RUTH – Der deutsche Weltmusikpreis
- 2007: Großer Karl-Valentin-Preis
- 2008: Bayerischer Poetentaler
- 2008: Göttinger Elch